# Willy Falck Hansen

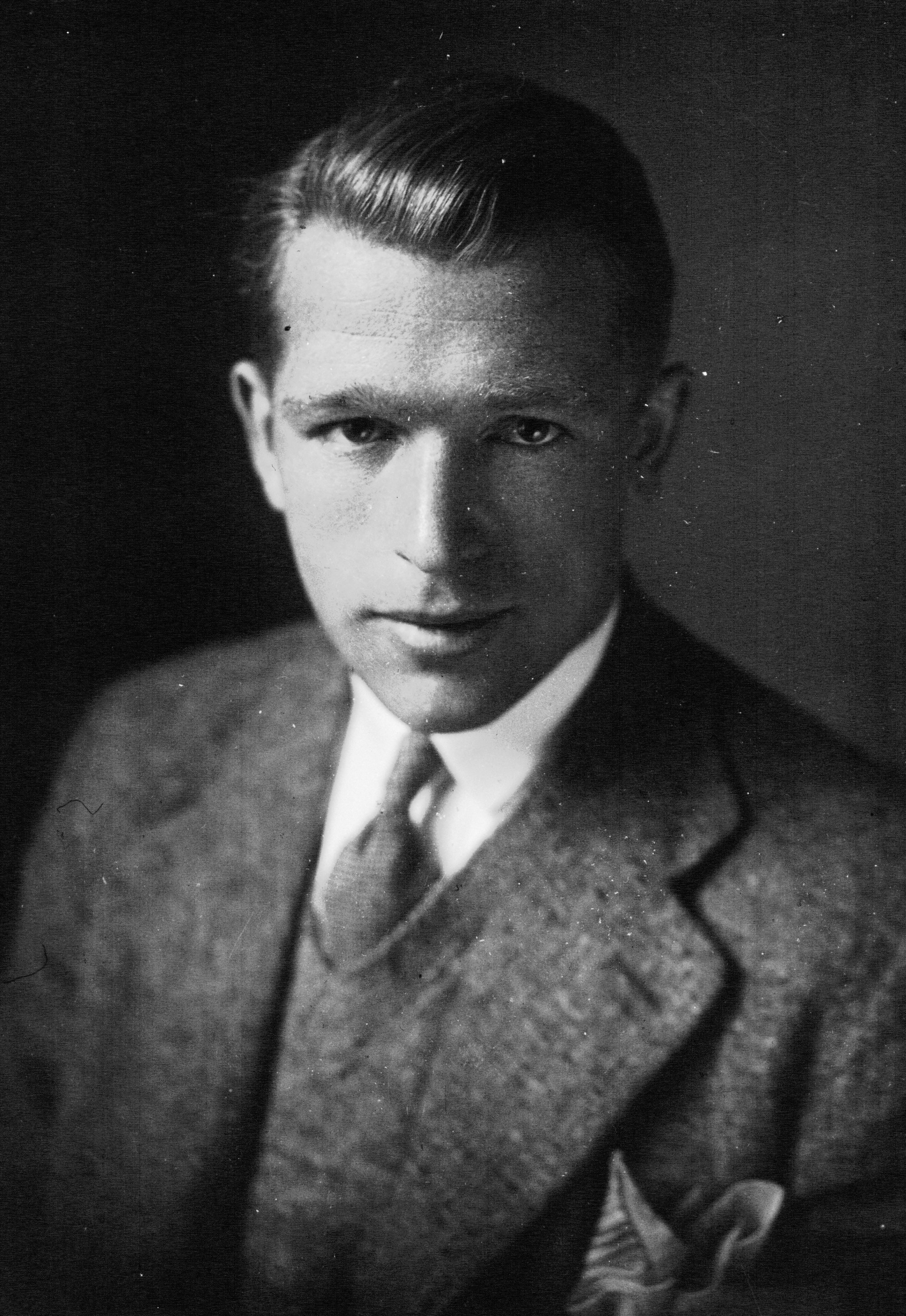
Willy Falck Hansen

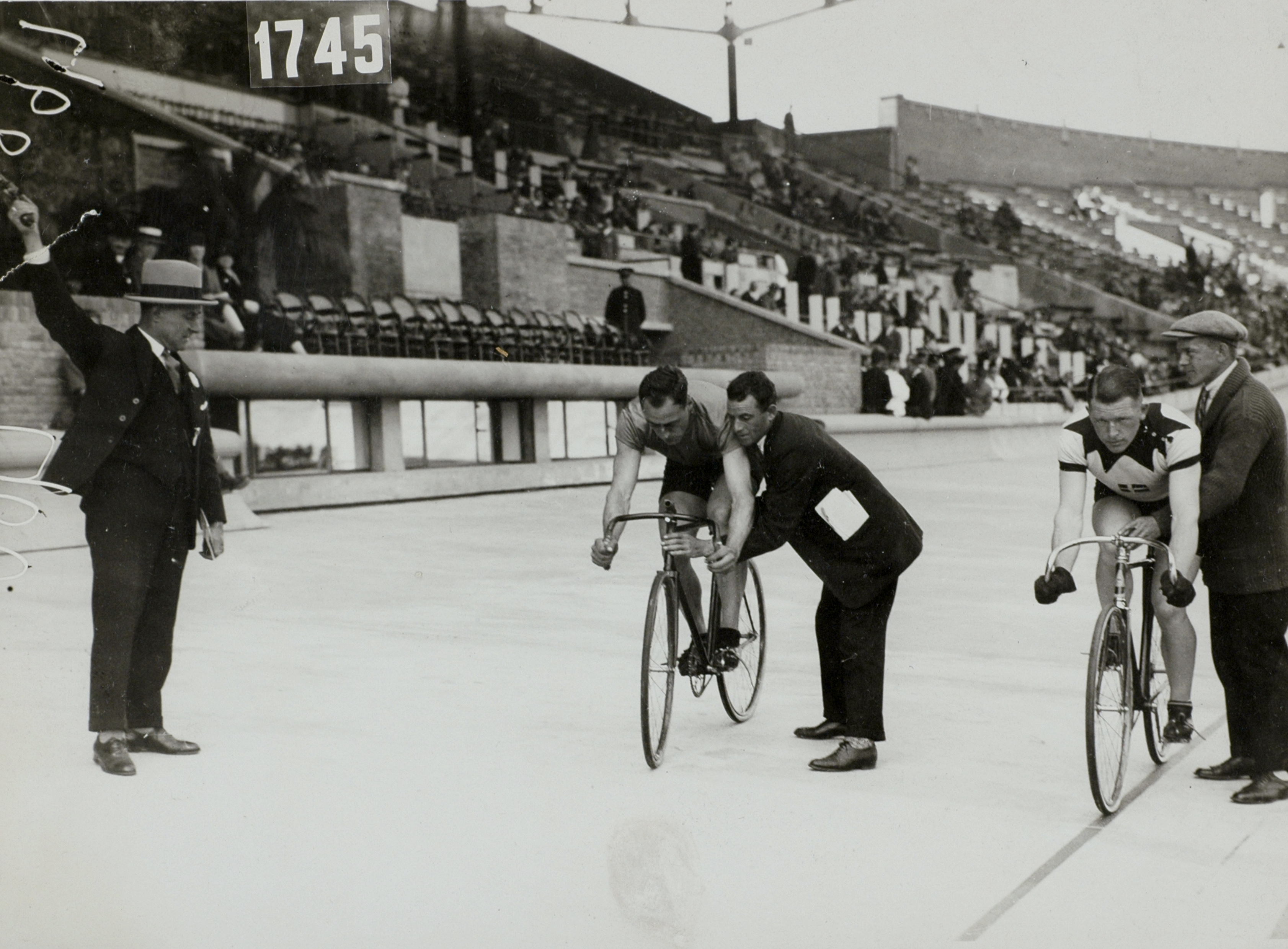
Hansen (r.) bei den Olympischen Spielen 1928 in Amsterdam im Sprint-Halbfinale gegen den Niederländer Antoine Mazairac.

Willy Falck Hansen (* 4. April 1906 in Helsingør; † 18. März 1978 in Rom) war ein dänischer Radrennfahrer. 1928 wurde er Olympiasieger im 1000-Meter-Zeitfahren.

## Sportliche Laufbahn
Der Vater von Willy Falck Hansen war eines der ältesten Mitglieder des Dansk Bicycle Clubs. Mit fünf Jahren erhielt er von diesem sein erstes Fahrrad geschenkt. 1918 zog die Familie nach Charlottenlund, wo sich in der Nähe die Radrennbahn von Ordrup befand. Als dort 1921 der Däne Henry Brask Andersen Weltmeister im Sprint der Amateure wurde, wuchs in Falck Hansen der Wunsch, ebenfalls Radrennfahrer zu werden. 1922 gewann er mit dem Rennen der Jungen seinen ersten Wettbewerb. Erste bedeutende Erfolge stellten sich 1923 ein, als er seinen ersten nationalen Titel im Sprint sowie bei den Meisterschaften der nordischen Länder das 1000-Meter-Zeitfahren gewann.
1924 nahm Falck Hansen in Paris erstmals an Olympischen Spielen teil und startete dort in allen vier Bahnwettbewerben. Über 50 Kilometer gab er auf, im Sprint und in der Mannschaftsverfolgung (mit Erik Kjeldsen, Oscar Guldager und Edmund Hansen) kam er jeweils ins Viertelfinale. Zusammen mit Hansen erreichte er das Finale im Tandem-Fahren; die beiden Dänen belegten den zweiten Platz hinter den Franzosen Lucien Choury und Jean Cugnot.
Vier Jahre später startete Falck Hansen bei den Olympischen Spielen 1928 in Amsterdam im Sprint und im Zeitfahren. Im Zeitfahren gewann er in 1:14,2 Minuten die Goldmedaille, zwei Tage später gewann er im Sprint die Bronzemedaille. Ebenfalls 1928 gewann Falck Hansen den Weltmeistertitel der Amateure im Sprint. Ende 1928 wechselte Falck Hansen zu den Profis.
Bis 1946 gewann er 15-mal den dänischen Meistertitel im Sprint. Bei den Weltmeisterschaften der Profis erreichte er von 1929 bis 1939 jedes Jahr das Viertelfinale im Sprint. 1930 wurde er Vierter, 1931 wurde er Weltmeister, in den anderen Jahren schied er jeweils im Viertelfinale aus. Den Grand Prix Kopenhagen gewann er als Amateur und als Profi. 1931 siegte er im Grand Prix du Conseil municipal de la ville de Paris. Seine Profikarriere endete 1950.
Falck Hansens WM-Sieg 1931 war umstritten: Im Finallauf des Sprintrennens zwischen ihm und dem Franzosen Lucien Michard  entschied der Zielrichter Alban Collignon für Falck Hansen als Sieger und rief ihn als Weltmeister aus. Obwohl sowohl die Fahrer als auch er selbst kurz darauf erkannten, dass dies ein Fehlurteil war, erlaubten die damaligen Regeln keine Revision seiner Entscheidung. Da  Collignon der einzige Zielrichter gewesen war, wurde als Konsequenz beschlossen, künftig mehrere Zielrichter einzusetzen.

## Berufliches
Nach dem Ende seiner Laufbahn blieb er in Paris, wo er schon seit längerer Zeit wohnte und eröffnete dort ein Reisebüro. Anfang der 1960er Jahre war er Leiter des Sechstagerennens von Aarhus. 